# Pedagogická psychologie
Pedagogická psychologie je hraniční vědecká disciplína, která čerpá poznatky z psychologie a pedagogiky. Pojetí pedagogické psychologie se mohou v různých zemích lišit. Jde o rozsáhlou oblast zkoumání, která se zaměřuje na psychologické aspekty výchovy a vzdělávání. Zkoumá jak lze tyto aspekty zapojit do edukace a jaký mají vliv na jednotlivce. Dále podává učitelům techniky, kterými mohou zlepšit výuku a dosáhnout tak u žáků nejvyšší úroveň učení.

## Pedagogická psychologie ve vztahu k učení ve vzdělávání
Pedagogická psychologie má snahu hledat v učení vzdělávaného a vzdělávání nové optimální koncepty ve výuce, pomocí poznatků psychologie najít správné prostředí pro dobrý vztah mezi učitelem a žákem, popřípadě i mezi žáky. K těmto výsledkům využívá hlavně témata: Motivace, Učení, Hodnocení, Individualizace ve výuce. Pokouší se o zlepšení postojů k učení u žáků.

### Učení
V širším smyslu je to proces získávání zkušeností v průběhu celého života a v užším smyslu je to cílevědomý záměrný proces, při kterém dítě získává vědomosti, dovednosti, návyky, mění své chování a některé vlastnosti osobnosti. Učení je jedna z nejzákladnějších činností člověka. Je to dlouhodobý proces, který u různých jedinců přináší různé výsledky, ty jsou závislé na vnitřních (genetika, nadání apod.) a vnějších podmínkách (rodina, škola apod.).

## Pedagogická psychologie ve vztahu k výchově
Pedagogická psychologie řeší jak mohou pomoc výchovné prostředky a výchovné metody ve výchově. Patří mezi ně například osobnost vychovávaného, motivace vychovávaného, emoce, psychické stavy a procesy, tvořivost vychovávaného, temperament vychovávaného, sociální prostředí žáka, studenta či vzdělávaného obecně, sklony k agresivitě u vychovávaného, proces učení se, zákonitosti hodnocení, výchovný styl učitele (výuka) nebo aspekty vedení a také zkoušení a klasifikace.

### Výzkum
Výzkum pomáhá v pedagogické psychologii k zjištění dat, které následně využívá k zlepšování edukace. Pedagogická psychologie je vědou, která používá exaktní postupy a vědecké nástroje. Vědu kromě jejího předmětu specifikují i její metody. K výzkumu využívá primárně metody pozorování, rozhovoru a dotazníku:
- pozorování – může být dále děleno na sebepozorování (introspekci) a pozorování jiných (extrospekci); dále dle přístupu na pozorování systematické nebo příležitostné; dle předmětu sledování na pozorování individuální nebo skupinové; dle sledovaných jevů na celostní (sleduje co nejvíce psychických jevů) nebo částečné (molekulární); podle délky trvání na krátkodobé nebo dlouhodobé
- rozhovor – může být individuální (s jednou osobou) nebo skupinový; dle volnosti a připravenosti se poté dělí na rozhovor standardizovaný nebo volný
- dotazník – může využívat otevřené (volné) nebo uzavřené otázky, dále posuzovací škály, dichotomické otázky

Dále se například jedná se o experiment, explorační metody, analýzu produktů činnosti, psychodiagnostické metody a metody sociometrické.

#### Časopisy
| název časopisu                      | vydavatel                                  | frekvence                                                                                                 | poznámka |
| ----------------------------------- | ------------------------------------------ | --- | --- |
| Pedagogická revue                   | Štátny pedagogický ústav, Bratislava       | od r. 1998 5× ročně jako dvouměsíčník (dvojčísla)                                                         | Pedagogická revue je odborný časopis pro otázky pedagogické teorie, praxe a psychologie, který se zabývá tématy například z pedagogiky, výchovy a vzdělávání, nebo školství.    |
| P-magazín                           | Praha : Portál                             | 2× ročně                                                                                                  | P-magazín je časopis o pedagogice, psychologii, partnerství a rodičovství |
| Člověk a výchova                    | Asociace waldorfských škol České republiky | Od r. 2007 jako čtvrtletník, z toho dvakrát ročně včetně přílohy Studánka pro výchovu v předškolním věku. | Časopis se věnuje waldorfské pedagogice a souvisejícím tématům. Informuje o dění ve waldorfských školách, nabízí inspiraci pro vyučování, mimoškolní činnosti a sebevzdělávání. |
| Online revue o speciální pedagogice | PPP Nymburk a SPC Slaný                    | Od r. 2008 jako čtrnáctideník e-zine                                                                      | Online odborný časopis o speciální pedagogice a souvisejících oborech publikovaný na vlastních webových stránkách.                                                              |